# Amigne
L'amigne est un cépage blanc très ancien originaire du Valais, surtout cultivé à Vétroz.

## Description
José Vouillamoz constate lors d'analyses ADN une affinité génétique avec le petit meslier, originaire de Champagne.[réf. souhaitée]
L'amigne est un cépage de troisième époque mûrissant très tardivement. Le moût est très sucré, acidulé et légèrement tannique. L'amigne peut produire aussi bien des vins secs que liquoreux ou doux. La première mention de l'Amigne dans un document date de 1686.
Afin d'informer le consommateur sur le taux de sucre de ses vins d'amigne, le groupement des encaveurs de Vétroz a créé une étiquette spéciale. La sucrosité du vin est indiquée par le nombre d'abeilles : 
- une abeille : entre 0 et 8 grammes de sucre par litre - vin sec ;
- deux abeilles : entre 9 et 25 grammes de sucre par litre - vin légèrement doux ;
- trois abeilles : plus de 25 grammes de sucre par litre - vin doux.

Ce système est entré en vigueur pour le millésime 2005.